# Ragazze perdute
Ragazze perdute (Good-Time Girl) è un film del 1948 diretto da David MacDonald.

## Trama
Gwen, ragazza cresciuta in un quartiere povero, entra nel mondo criminale fino a diventarne una leader.